# Іванова Олеся
Олеся Іванова (справжнє. ім'я — Людмила Мстиславівна Іванова; (25 січня 1925, Мерефа,Харківська губернія — 26 жовтня 1995, Москва) — радянська кіно актриса, виконавиця епізодичних ролей. Найбільш відома її роль Надії Тюленіної у фільмі «Молода гвардія». Виконувала ролі селянок, трактористок, передовиць виробництва, дружин другорядних героїв, «простих радянських жінок». На початку 1960-х взяла собі псевдонім Олеся Іванова, який став зазначатись у фільмах (мабуть, щоб не відбувалося плутанини з іншою радянською актрисою Людмилою Іванівною Івановою, яка також регулярно знімалася у кіно в епізодичних ролях).

## Біографія
Народилася 25 січня 1925 року у Зміївському районі Харківської області УРСР. На початку Великої Вітчизняної війни (1941—1942) працювала медсестрою в шпиталі.
У 1948 закінчила ВДІК (майстерня С. А. А. Герасимова та Т. Ф. Макарова). Вступила до Театру-студії кіноактора.
Вийшла заміж за казахського кінорежисера Мажита Бегаліна, з яким разом навчалася . Знімалася в ряді картин чоловіка на кіностудії «Казахфільм» («Це було в Шугле» (1955), «Повернення на землю» (1959), «За нами Москва» (1967), «Пісня про Маншук» (1969), «Степові гуркоти» (1974) та ін.). Син Бегаліна та Олесі Іванової — Нартай Бегалін, який також закінчив ВДІК, був актором і каскадером (зіграв у фільмах «Війна і мир», «Пірати XX століття»)
Померла 26 жовтня 1995 року.

## Ролі у театрі
- 1947 — «Молода гвардія» А. Фадєєва — Надя Тюленіна
- 1948 — «Софія Ковалевська» братів Тур — студентка
- 1949 — «Нахлібник» І. Тургенєва — дівчина
- 1950 — «Прапор адмірала» А. А. Штейна — дівчина
- 1950 — «Три солдати» Ю. Єгорова та Ю. Побєдоносцева — Любаша

## Фільмографія

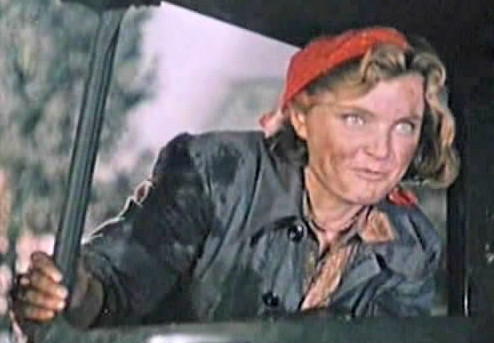
Олеся Іванова у ролі трактористки Катьки у фільмі " Поїзд йде на схід " (1947).

- 1946 — Глінка — епізод
- 1947 — Поїзд іде на схід — Катька, трактористка
- 1948 — Шлях слави — Саша Воронкова, машиніст поїзда (головна роль)
- 1948 — Молода гвардія — Надія Тюленіна, молодогвардієць, сестра Сергія Тюленіна
- 1951 — Сільський лікар — Іра, медсестра
- 1952 — Джамбул — епізод (немає в титрах)
- 1953 — Доля Марини — Килина, дружина Тараса Васильовича, мати Петро
- 1955 — Вольниця — Наталя
- 1955 — Це було в Шуглі — Ксюша
- 1956 — Миколка-паровоз — мати Миколки-паровоза
- 1958 — Ідіот — Варвара Ардаліонівна Птіцина (Іволгіна), сестра Гаврила (Гані) Іволгіна
- 1958 — Дорога моя людина — епізод
- 1959 — Повернення на землю (короткометражний) — Маша
- 1960-1961 — Воскресіння — руда (у титрах Л. Іванова)
- 1960 — Прощавайте, голуби — лікар
- 1961 — Відрядження — Варя
- 1961 — А якщо це любов? — сусідка (у титрах О. Іванова)
- 1962 — Шлях до причалу — дружина однорукого Антона Нікіфорова
- 1962 — Люди і звірі — Варвара Андріївна, сестра Анни Андріївни Соболєвої
- 1963 — Великі і маленькі — Марія Петрівна Горохова
- 1964 — Товар Арсеній — Мотрона Павлівна
- 1964 — Нуль три — дружина Муруметса
- 1964 — Все для вас — робоча
- 1964 — Зелений будинок — епізод
- 1965 — Рано вранці — майстер
- 1965 — Тридцять три — Горіна, голова комісії з рахунку зубів
- 1965 — Сплячий лев — Льоля Морозова, водій кінопередвижки
- 1965 — Ваш син і брат — Клавдія
- 1966 — Черт із портфелем — епізод
- 1966 — Поганий анекдот — епізод
- 1967 — За нами Москва — епізод
- 1967 — Зареченські наречені (короткометражний) — цікава сусідка (в титрах А. Іванова)
- 1967 — Нудьги заради — Марія
- 1969 — Пісня про Маншук — божевільна
- 1969 — Сільський детектив — Єфросинія, колгоспниця на зборах
- 1969 — Варькина земля — робітниця в полі
- 1969 — Директор — Варвара Іванівна
- 1969 — Чекай на мене, Анно — працівниця
- 1969 — Непідсудний — епізод
- 1970 — Хліб і сіль — Марина
- 1971 — Сьоме небо — Зуєва, сусідка Мазаєва
- 1972 — Довіра — Морока
- 1972 — Тут нам жити — епізод
- 1972 — Червоне сонечко — колгоспниця
- 1972 — Вогоньки — Мар'я
- 1972 — Смертний ворог — тітка в чорному
- 1974 — Степові гуркоти — епізод
- 1975 — Сім'я Іванових — дружина Васі
- 1976 — Колискова для чоловіків — епізод
- 1976 — Слово для захисту — судовий засідатель
- 1976 — Повернення сина — Єфросинія
- 1977 — Птахи на снігу — епізод
- 1977 — Службовий роман — член інвентаризаційної комісії
- 1978 — Здрастуй, річка — епізод
- 1978 — Недопесок Наполеон III — Парасковія
- 1979 — Приїжджайте в гості — озвучування
- 1980 — Пливуть моржі — епізод
- 1983 — Справа за тобою! — мешканка селища
- 1983 — Троє на шосе — буфетниця в придорожньому кафе
- 1986 — Кін-дза-дза! — 'кошлата жінка біля колеса огляду, яка стукала по клітці, щоб Бі і Уеф припинили співати (в титрах О. Іванова)
- 1985 — Корабель прибульців — пасажирка літака
- 1985 — Салон краси — гостя на дні народження
- 1985 — Сестра моя Люся — солдатка
- 1989 — У місті Сочі темні ночі — '[Раїса Петрівна]] Раїса Петрівна
- 1989 — Вхід у лабіринт — Федюніна
- 1990 — Мой чоловік — інопланетянин — працівниця метрополітену
- 1990 — Система "Ніпель" — тітка Зіна
- 1992 — Три серпневі дні — двірничиха

## Цікаві факти
- У фільмі «Службовий роман» (1977) зустрілися дві Людмили Іванови. Людмила Мстиславівна (Олеся) зіграла члена інвентаризаційної комісії, а Людмила Іванівна — бухгалтерку Шурочку.
- У 1974 році Олеся Іванова зіграла у фільмі «Степові гуркоти». Режисером фільму був її чоловік М. Бегалін, а одну з головних ролей виконав її син Нартай. Проте фільм так і не вийшов на екрани. Він був «покладений на полицю» за «неправильне висвітлення історії громадянської війни Казахстані»[5] . Переслідування на картину призвели до смерті Мажита Бегаліна. Фільм був показаний лише 2002 року по казахському телебаченню у дні, коли відзначалося 80-річчя від дня народження режисера фільму.